# Gornja Brvenica
Gornja Brvenica (en serbe cyrillique : Горња Брвеница) est un village du nord du Monténégro, dans la municipalité de Pljevlja.

## Démographie

### Évolution historique de la population
| 1948 | 1953 | 1961 | 1971 | 1981 | 1991 | 2003 |
| ---- | ---- | ---- | ---- | ---- | ---- | ---- |
| 591  | 629  | 594  | 518  | 468  | 318  | 291  |